# Umicore
Umicore — бельгийская химическая и металлургическая компания. Специализируется на драгоценных, редкоземельных и цветных металлах. Штаб-квартира находится в Брюсселе. В списке крупнейших компаний мира Forbes Global 2000 за 2022 год заняла 1198-е место.

## История
Ранние этапы развития компании связаны с добычей полезных ископаемых в Бельгийском Конго (с 1997 года — Демократическая Республика Конго). Геологоразведка на территории страны началась в конце XIX века, разработка месторождений меди началась в 1902 году, а в 1906 году была создана компания Union Minière du Haut Katanga (фр., «Объединение шахт Верхней Катанги»), получившая права на добычу руды меди и других полезных ископаемых на территории площадью 20 тыс. км². Финансовую поддержку компании обеспечивал Société Générale de Belgique. В 1911 году была построена медеплавильная фабрика в Лубумбаши, к концу Первой мировой войны компания поставляла 85 тыс. тонн меди. В 1918 году компания начала производство олова, в 1921 году — золота и серебра, 1922 году — радия, в 1924 году — кобальта, в 1937 году — цинка, в 1942 году — урана. В 1960 году Бельгийское Конго провозгласило независимость и сменило название на Заир, а в 1968 году все предприятия UMHK были национализированы.
В 1970-х годах компания сменила название на Union Minière и стала дочерней структурой бельгийской группы Société Générale, осуществляя добычу и выплавку цветных и драгоценных металлов в разных регионах мира. В 1989 году объединилась с тремя другими бельгийскими компаниями: Metallurgie Hoboken-Overpelt (производитель меди, свинца, кобальта, германия и других металлов), Vieille Montagne (фр., производитель цинка, основана в 1805 году) и Mechim (инженерная компания). Объединённая компания стала называться Acec-Union Minière, но через три года вернулась к названию Union Minière. Экономический спад в начале 1990-х годов привёл к продаже ряда неосновных активов, однако на конец XX века компания оставалась одним из крупнейших производителей металлов в Европе, занимая первое место по палладию и родию, второе — по серебру, платине и цинку, а также занимала ведущие позиции в переработке вторичных ресурсов (получению металлов из электроники). В 1997 году Société Générale была поглощена компанией Suez, и та стала материнской компанией Union Minière, но ненадолго, уже в 2000 году Union Minière стала независимой компанией, её акции были размещены на Бельгийской фондовой бирже, а в 2001 году она сменила название на Umicore. В декабре 2001 года была куплена американская компания Hall Chemical Company.
В 2003 году у американской компании OGM было куплено подразделение драгоценных металлов PMG (до 2001 года оно принадлежало Degussa).
К 2007 году компания избавилась от горнодобывающих активов и выплавки цветных металлов, производство меди было выделено в 2005 году в компанию Cumerio, а через два года производство цинка и его сплавов стало самостоятельной компанией Nyrstar (фр.).

## Собственники и руководство

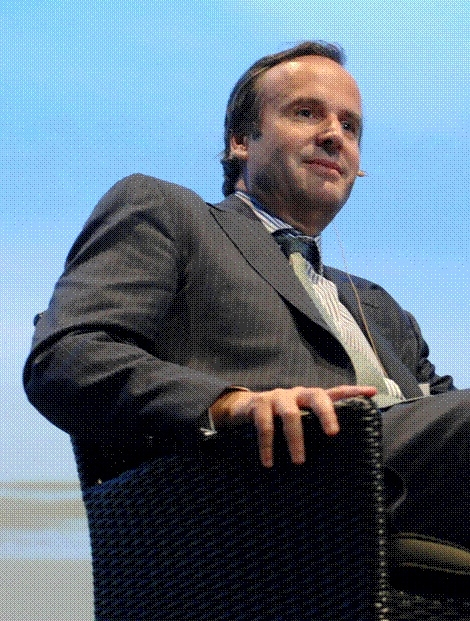
Томас Лейсен, 2011 год

- Томас Лейсен (англ., род. в 1960 году) — председатель наблюдательного совета с 2008 года, член совета и главный исполнительный директор с 2000 по 2008 год; в компании с 1993 года. Также председатель совета директоров медиахолдинга Mediahuis[англ.] (газеты в ряде стран Европы). Член Бильдербергского клуба[7], европейской группы Трёхсторонней комиссии, Европейского круглого стола промышленников[8], аналитического центра Friends of Europe[англ.][9].
- Матиас Мидрайх (Mathias Miedreich, род. в 1975 году) — главный исполнительный директор с 2021 года, до этого, с 2013 года, был вице-президентом компании Faurecia (автокомплектующие), начинал карьеру в аудиторской фирме KPMG, затем работал в Siemens и Continental AG.

## Деятельность
Производственные мощности насчитывают 46 предприятий, у компании 15 научно-исследовательских центров.
Основные подразделения по состоянию на 2021 год:
- Катализаторы — производство катализаторов для автотранспорта, промышленных предприятий и лабораторий; выручка 8,2 млрд евро.
- Энергетика и поверхностные технологии — получение никеля, кадмия и других веществ для производства аккумуляторов, солнечных батарей, светодиодов и электроники, технологии металлизирования поверхностей; выручка 3,5 млрд евро.
- Переработка — переработка вторичных драгоценных и промышленных металлов, включая аккумуляторы, аффинаж драгметаллов; выручка 15,6 млрд евро.

Регионы деятельности:
- Европа — 18 предприятий и 7 научно-исследовательских центров, 6220 сотрудников, выручка 12,7 млрд евро;
- Азия — 12 предприятий и 6 научно-исследовательских центров, 3323 сотрудника, выручка 6,4 млрд евро;
- Северная Америка — 10 предприятий и 1 научно-исследовательский центр, 688 сотрудников, выручка 3,8 млрд евро;
- Южная Америка — 5 предприятий и 1 научно-исследовательский центр, 660 сотрудников, выручка 1,0 млрд евро;
- Африка — 1 предприятие, 159 сотрудников, выручка 0,2 млрд евро.

## Дочерние компании
Основные дочерние компании по состоянию на 2021 год:
- Австралия: Umicore Marketing Services Australia Pty Ltd.
- Австрия: Oegussa GmbH (91,2 %)
- Аргентина: Umicore Argentina S.A.
- Бельгия: Todini; Umicore Financial Services; Umicore Marketing Services Belgium; Umicore Specialty Materials Brugge; Umicore Holding Belgium
- Бразилия: Coimpa Industrial Ltda; Umicore Brasil Ltda; Clarex S.A.; Umicore Shokubai Brasil Industrial Ltda (60 %); Umicore Catalisadores Ltda.
- Великобритания: Umicore Coating Services Ltd.; Umicore Marketing Services UK Ltd
- Германия: Umicore AG & Co. KG; Allgemeine Gold- und Silberscheideanstalt AG (91,21 %); Agosi AG; Umicore Galvanotechnik GmbH (91,21 %); Todini Deutschland GmbH; Umicore Shokubai Germany GmbH (60 %)
- Дания: Umicore Denmark ApS
- Индия: Umicore Autocat India Pvt LTD; Umicore India Private Limited; Todini Metals and Chemicals India Private Limited (70 %)
- Испания: Todini Quimica Ibérica, S.L.
- Италия: Todini and CO. S.P.A.
- Канада: Umicore Canada Inc.; Umicore Autocat Canada Corp.; Umicore Precious Metals Canada Inc.
- Китай: Umicore Marketing Services (Shanghai) Co., Ltd.; Umicore Marketing Services (Hong Kong) Ltd.; Umicore Autocat (China) Co. Ltd.; Umicore Changxin Surface Technology (Jiangmen) Co., Ltd. (80 %); Jiangmen Umicore Changxin New Materials Co., Ltd. (90 %); Umicore Shokubai (China) Co Ltd (60 %); Umicore Platinum Engineered Materials (Suzhou) Co., Ltd.; Umicore Catalyst (China) Co., Ltd.
- Лихтенштейн: Umicore Thin Film Products AG
- Люксембург: Umicore International; Umicore Autocat Luxembourg; Umicore Shokubai (60 %)
- Мексика: Todini Atlántica S.A. de C.V. (70 %)
- Нидерланды: Schöne Edelmetaal BV (91,21 %)
- Польша: Umicore Autocat Poland sp. z; Todini Europe sp. z o.o. (70 %); Umicore Poland Sp. z o.o.
- Португалия: Umicore Marketing Services Lusitana Metais Lda
- Республика Корея: Umicore Korea Ltd.; Umicore Marketing Services Korea Co., Ltd.; Umicore Catalysis Korea Co.,Ltd.
- США: Umicore USA Inc.; Umicore Autocat USA Inc.; Umicore Precious Metals NJ LLC; Umicore Precious Metal Chemistry USA LLC; Umicore Precious Metals USA Inc.; Umicore Optical Materials USA Inc.; Umicore Shokubai USA Inc. (60 %); Palm Commodities International; Umicore Electrical Materials USA Inc.; Umicore Catalyst USA, LLC
- Таиланд: Umicore Precious Metals Thailand Ltd. (91,21 %); Umicore Autocat (Thailand) Co., Ltd.; Umicore Shokubai (Thailand) Co., Ltd. (60 %)
- Китайская Республика: Umicore Thin Film Products Taiwan Co Ltd
- Филиппины: Umicore Specialty Chemicals Subic Inc. (78,2 %)
- Финляндия: Umicore Finland OY
- Франция: Umicore France S.A.S.; Umicore IR Glass S.A.S.; Umicore Autocat France S.A.S.; Umicore Specialty Powders France S.A.S.; Umicore Marketing Services France S.A.S.; Todini France S.A.S.
- Швеция: Umicore Autocat Sweden AB
- Швейцария: Allgemeine Suisse SA (91,21 %)
- ЮАР: Umicore Marketing Services Africa (Pty) Ltd.; Umicore Catalyst South Africa (Pty) Ltd. (65 %)
- Япония: Umicore Japan KK; Umicore Shokubai Japan Co Ltd (60 %)